# Morgex
Morgex es una localidad y comune italiana de la región del Valle de Aosta, con 1.989 habitantes.

## Evolución demográfica
| Gráfica de evolución demográfica de Morgex entre 1861 y 2001 |
|                                                              |
| Fuente ISTAT - elaboración gráfica de Wikipedia              |